# 十三塚原

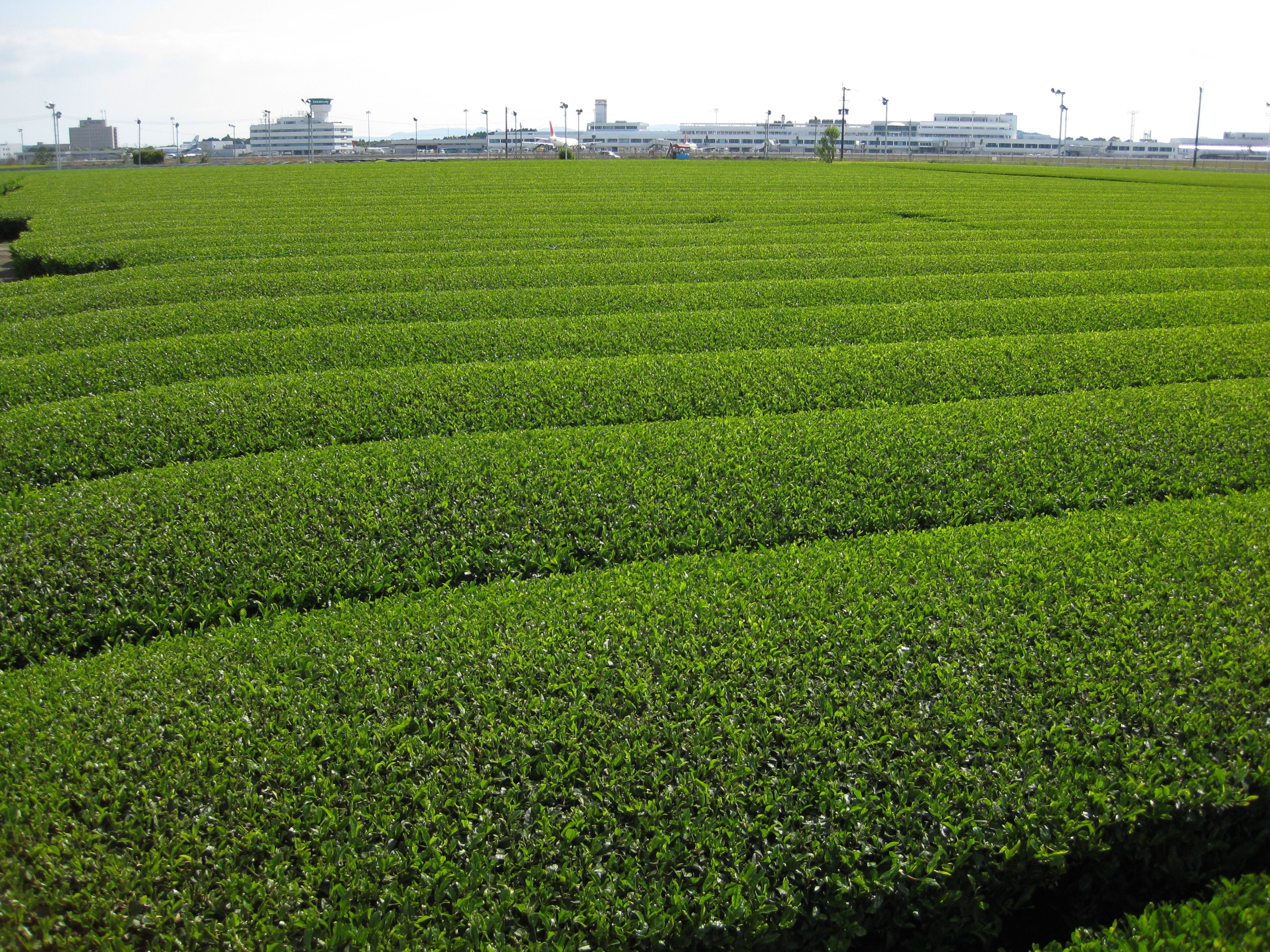
茶畑と鹿児島空港

十三塚原（じゅうさんづかばる）は、九州南部の国分平野北方にある東西6.5キロメートル、南北11キロメートル、標高210-300メートルのシラス台地である。糸走の原とも呼ばれる。鹿児島県霧島市と姶良市にまたがる。

## 地理
台地上はおおむね平坦になっているが緩やかな起伏があり、特に西部は多くの谷が刻まれている。シラス台地としては珍しく多くの水源があり、水源付近に迫間、糸走、論地、上野、朝日などの集落が形成されている。畑作が盛んであり、キャベツ、ダイコン、ジャガイモ、茶（鹿児島茶、みぞべ茶）などの産地となっている。台地中央部を九州自動車道が縦断しており北東部には鹿児島空港がある。13基の塚が数十メートルの間隔をおいて並んでいたことから十三塚原と名付けられた。

## 地質
33万年前に加久藤カルデラから噴出した加久藤火砕流、11万年前に阿多カルデラから噴出した阿多火砕流、5万年前に姶良カルデラから噴出した岩戸火砕流、2万5千年前に姶良カルデラから噴出した妻屋火砕流と入戸火砕流の噴出物が積み重なっている。妻屋火砕流以外の火砕流堆積物はそれぞれ下層部に溶結凝灰岩が形成されている。台地上に水源が多いのは水を通しにくい溶結凝灰岩の層が地下水を保持しているためである。

## 歴史
十三塚の由来については次のような伝説がある。かつて国分八幡神社（鹿児島神宮）と宇佐八幡神社（宇佐神宮）の間でどちらが正統の八幡宮であるか論争があった。1132年（長承元年）あるいは1527年（大永7年）11月、宇佐八幡の神官14名が鹿児島を訪れ国分八幡の古文書を調査し、正統性は疑わしいとして社に火をかけた。ところがこの火災の煙が「正八幡宮」の文字を示したことから神官たちは驚きあわてて逃げ帰ろうとした。逃げる途中、台地上の大木の下で休んでいたところ、木が倒れて下敷きとなり13名が死亡、残された1名も宇佐八幡に戻って顛末を報告するとともに死亡した。死者のために13基の塚が建てられたという。
集落の多くは移住者が起源となっており、上野は桜島の安永大噴火による移住、迫間と糸走は幕末期の川辺からの移住による。一部に水源があるとはいえ台地上の大部分は水が乏しい火山灰地質であったため、昭和初期までの主要作物は菜種であった。春先には菜の花が咲き乱れ、多くの花見客が訪れたといわれる。
第二次世界大戦末期、1943年（昭和18年）8月に設立された国分海軍航空隊の第二基地として十三塚軍用飛行場が建設され、1945年（昭和20年）にはここから特別攻撃隊が出撃し147名が戦死した。戦後、台地北端の上床公園に「十三塚原海軍特攻記念碑」が建てられている。
1972年（昭和47年）に鹿児島空港が鹿児島市鴨池から移転し、空港建設の代償として1974年（昭和49年）から県営十三塚原畑地帯総合土地改良事業が始められた。網掛川水系宇曽ノ木川に竹山ダムが建設され台地上に灌漑が行き届くようになり、野菜や飼料作物が栽培されるようになった。